# ورد أيار
ورد أيار (الاسم العلمي:Rosa majalis) هو نوع من النباتات يتبع جنس الورد من الفصيلة الوردية.

## معرض الصور

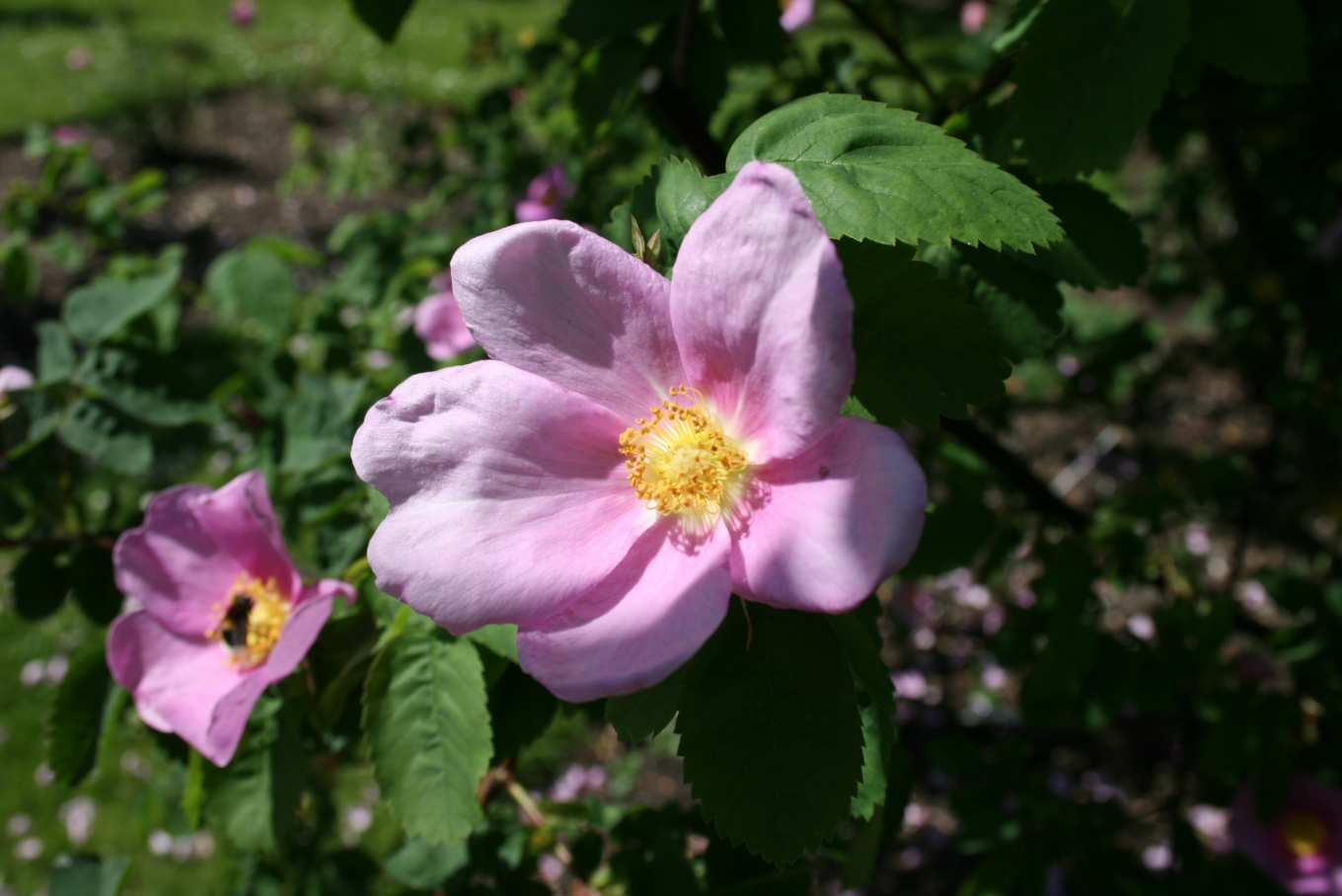
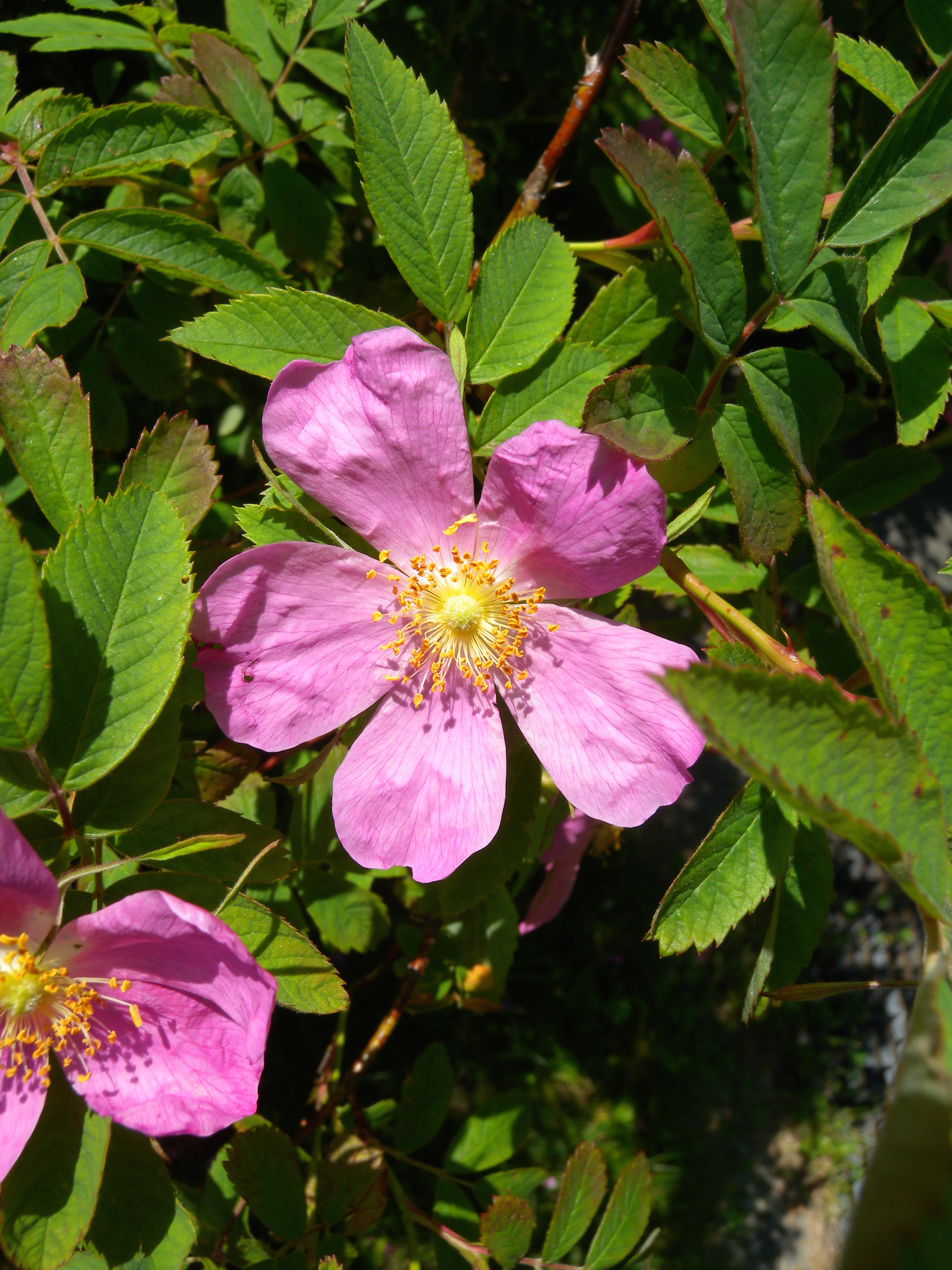
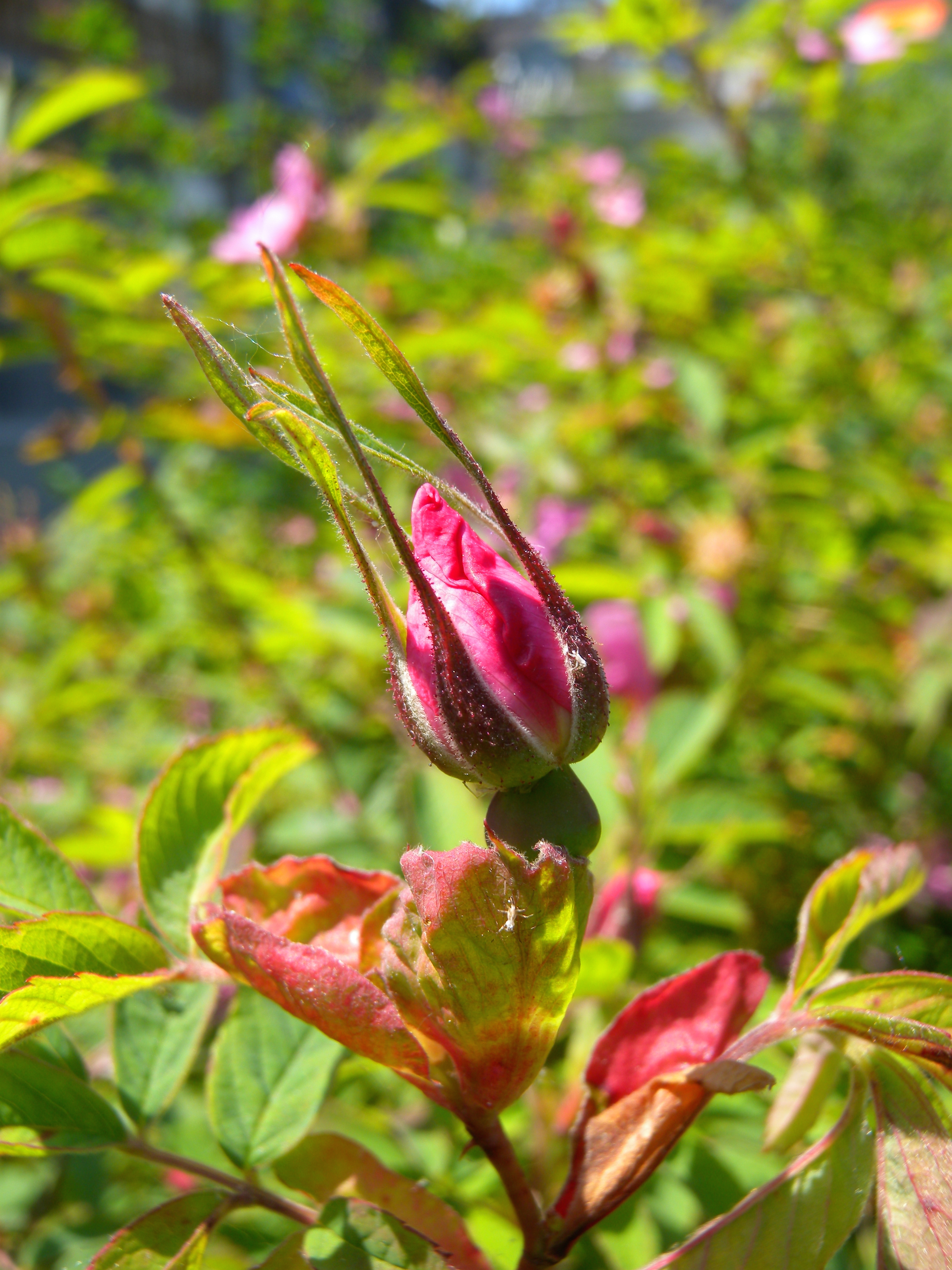
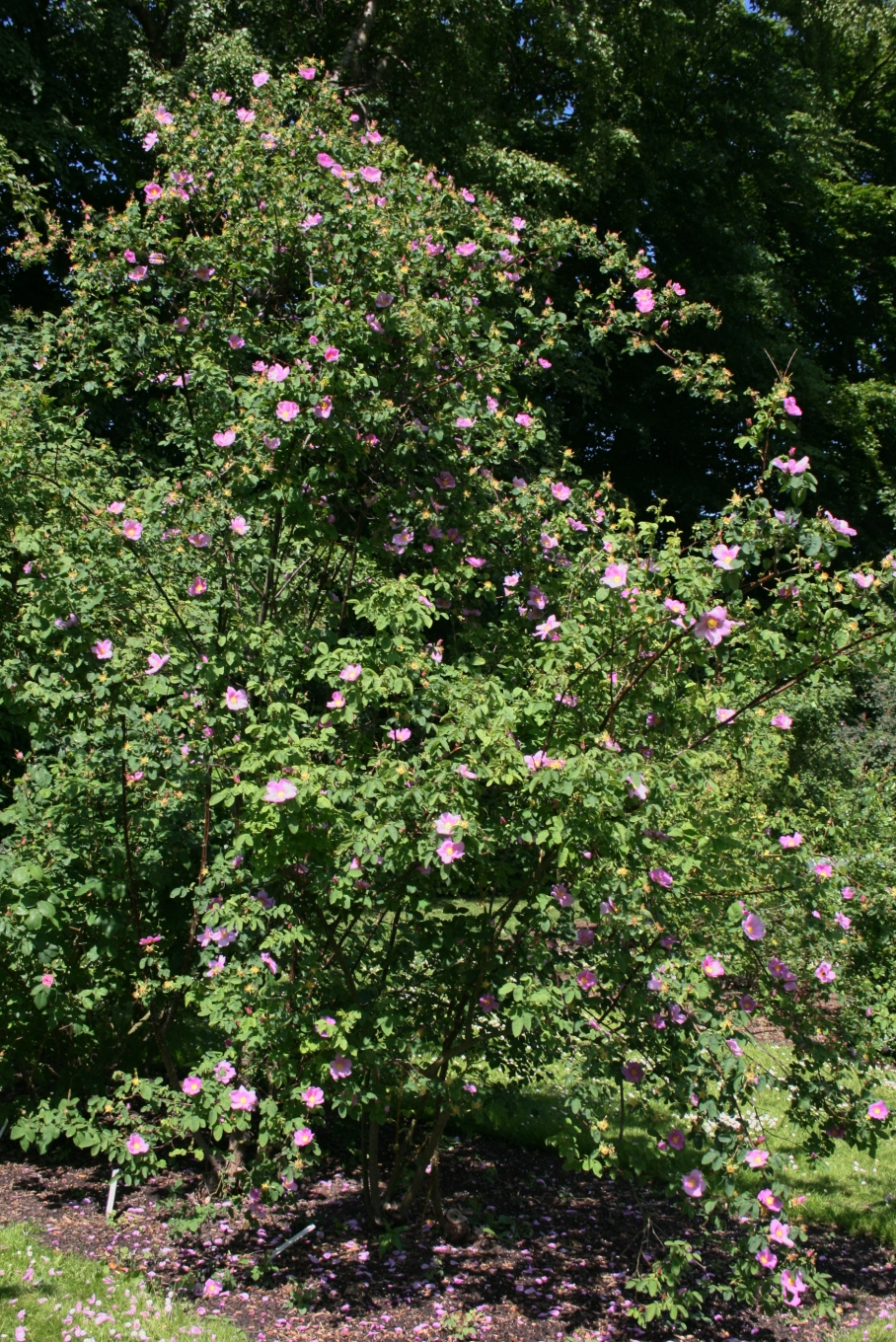
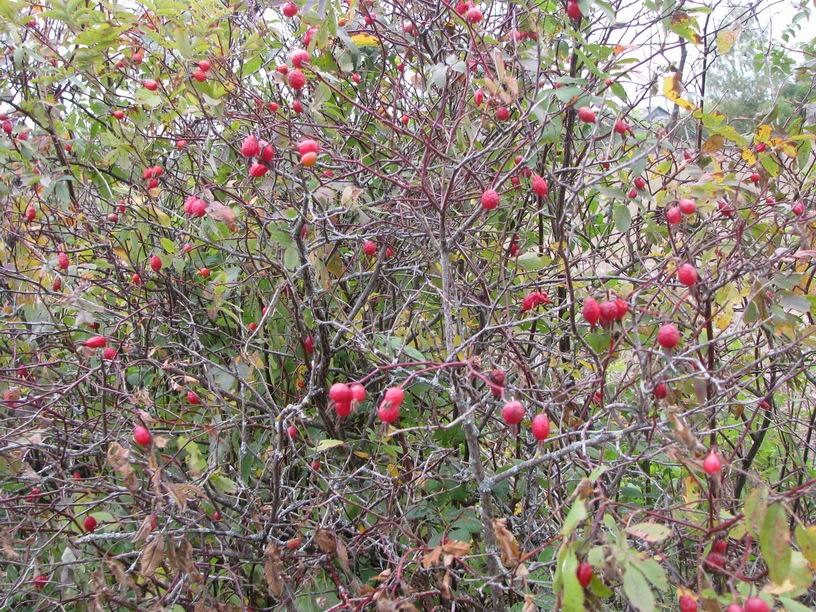
دليك
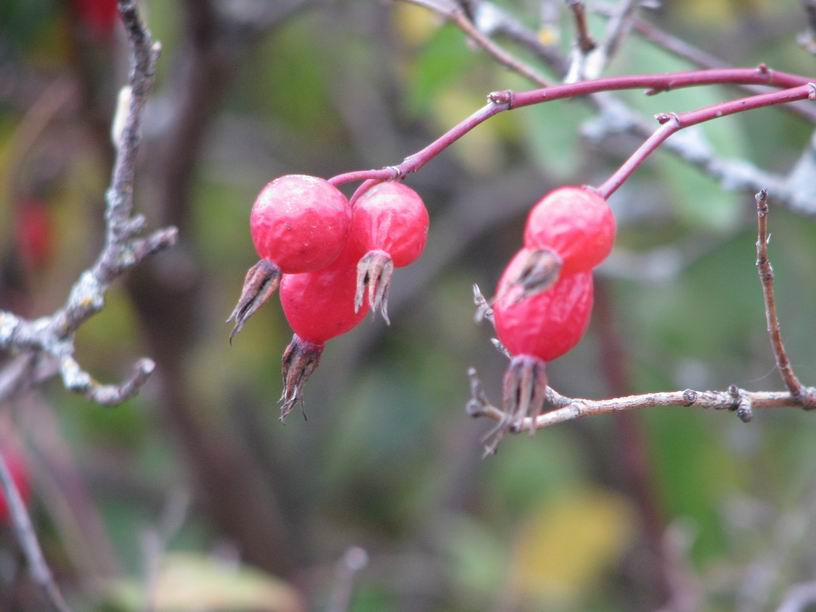
ثمار الورد البري
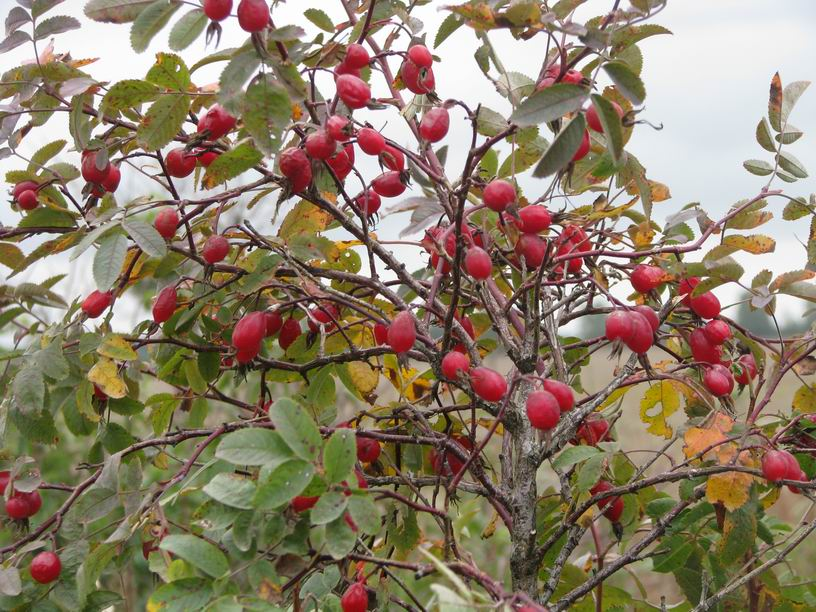
ثمار الورد البري
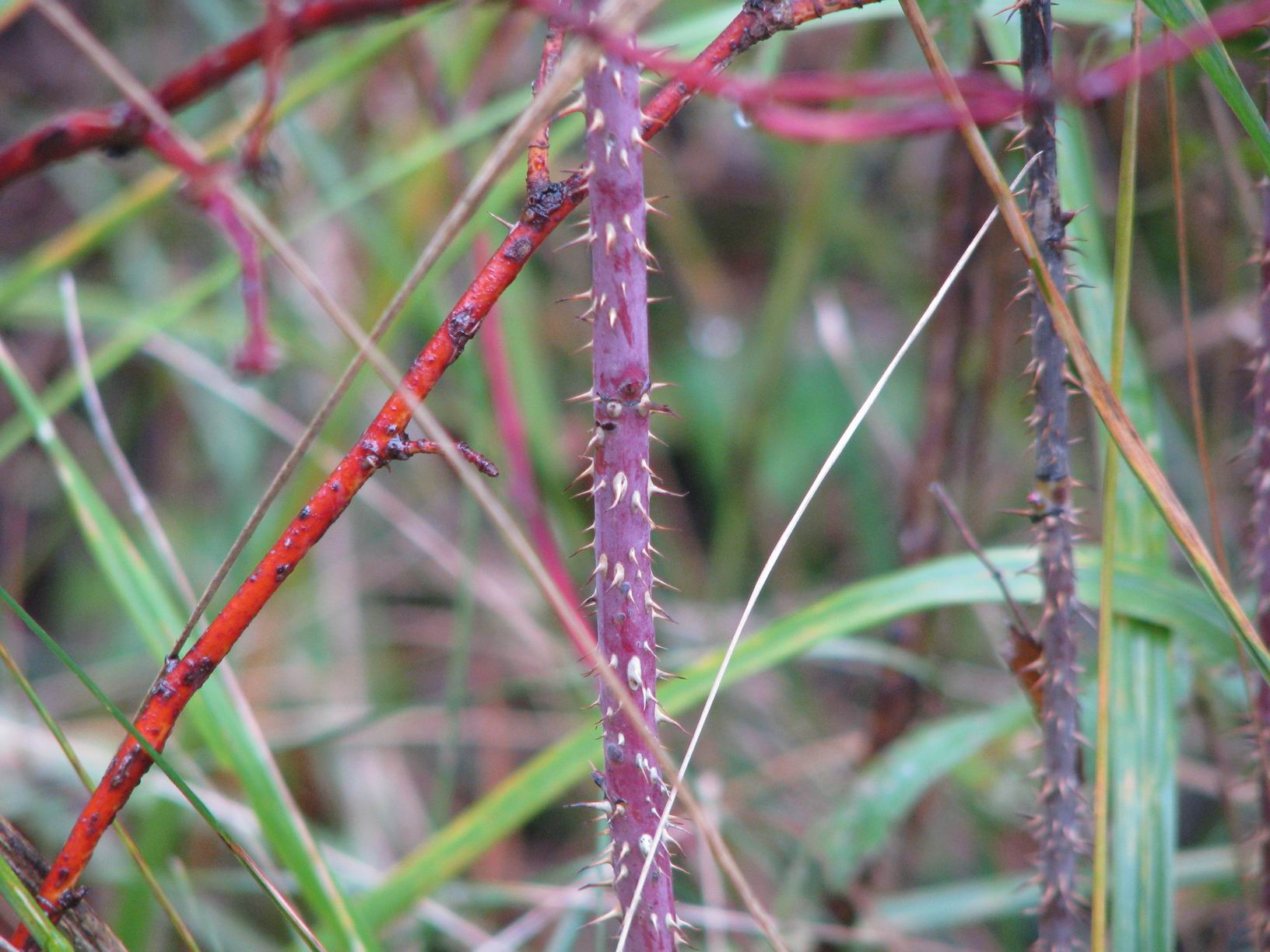
أشوك النبات
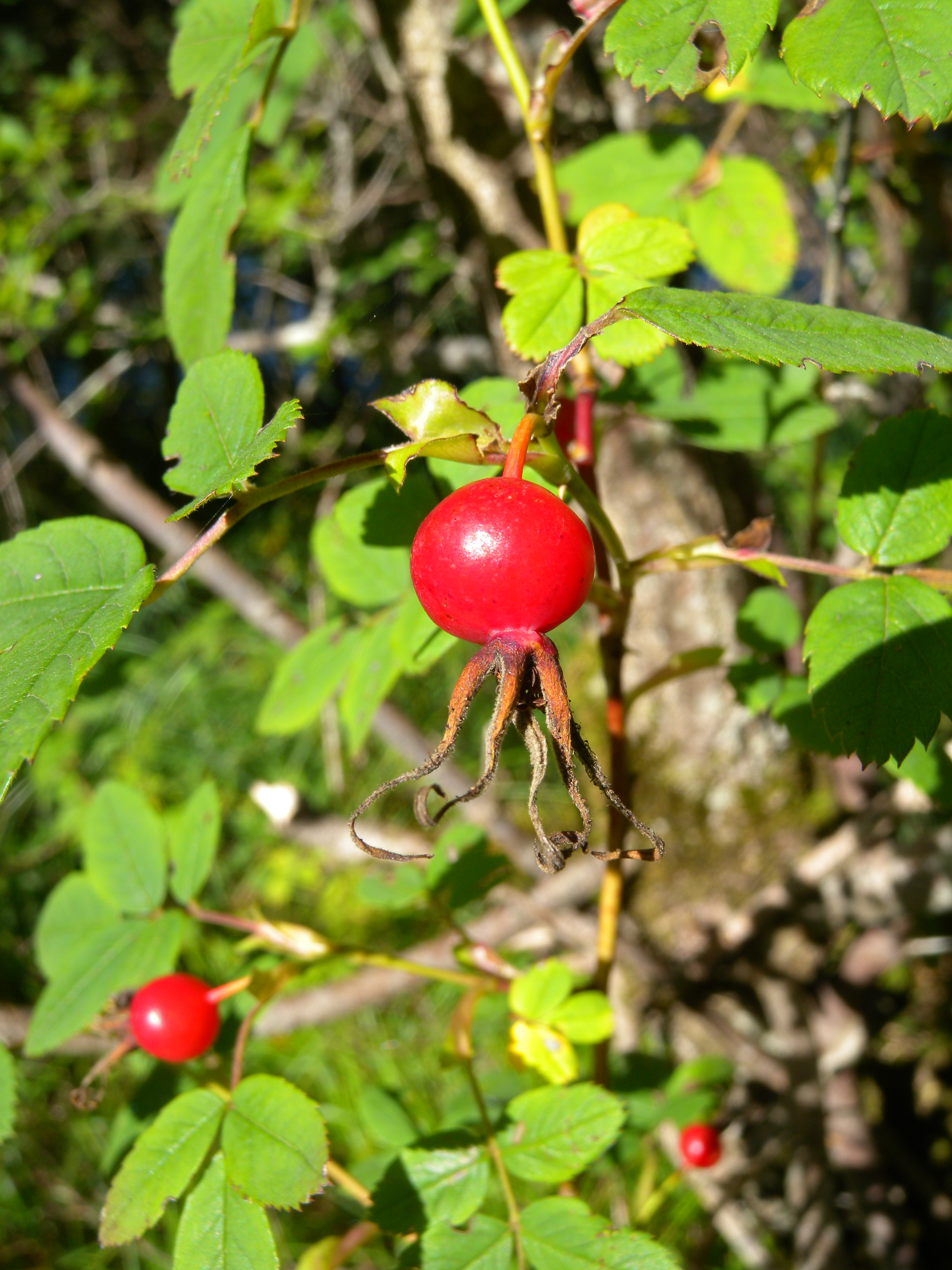
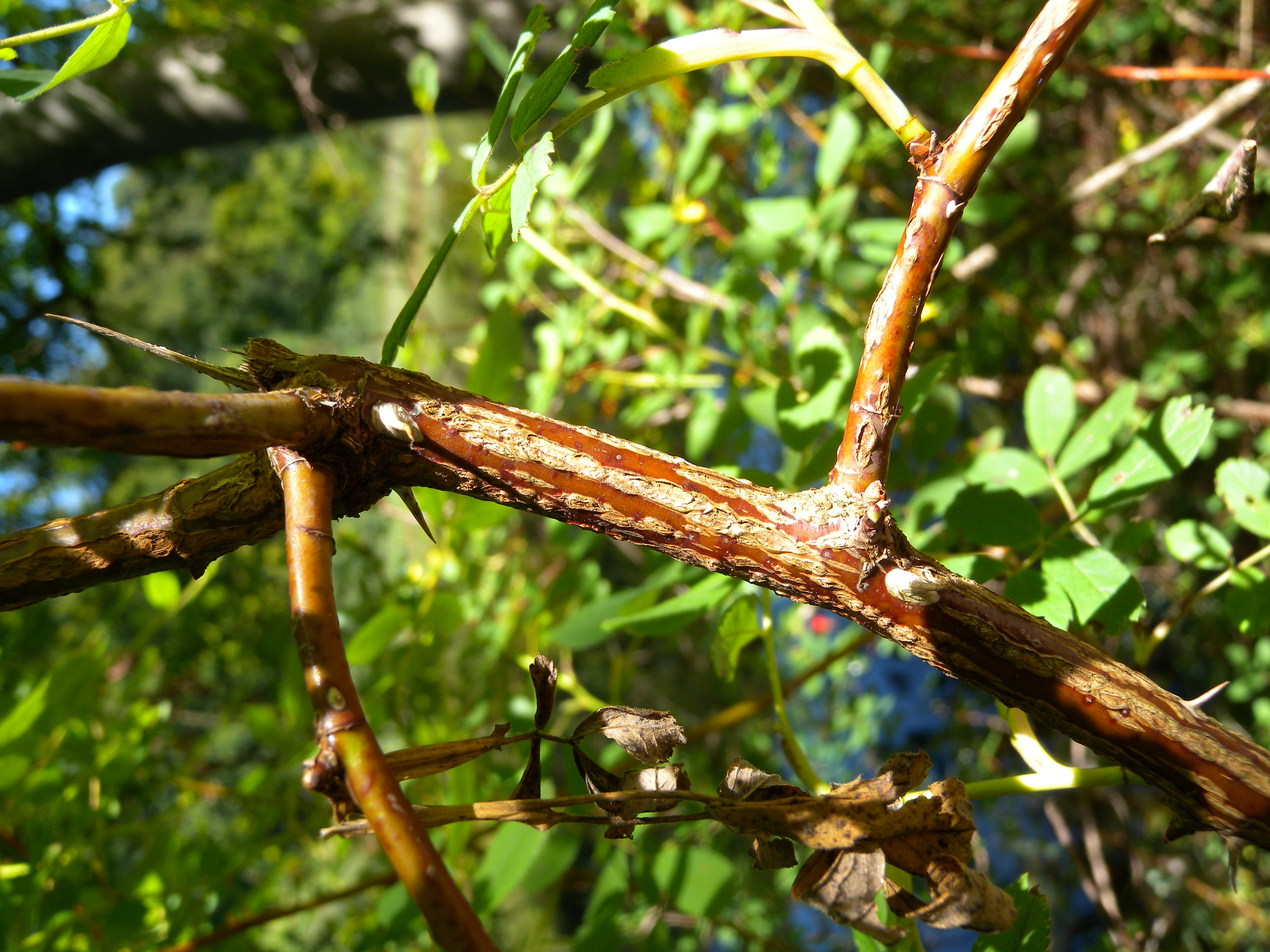
لحاء غصن معمر